# Kleinbahn
Kleinbahn est une entreprise autrichienne créée en 1947 et disparue en 2021. Elle se spécialise dans la création de trains miniatures.

## Histoire

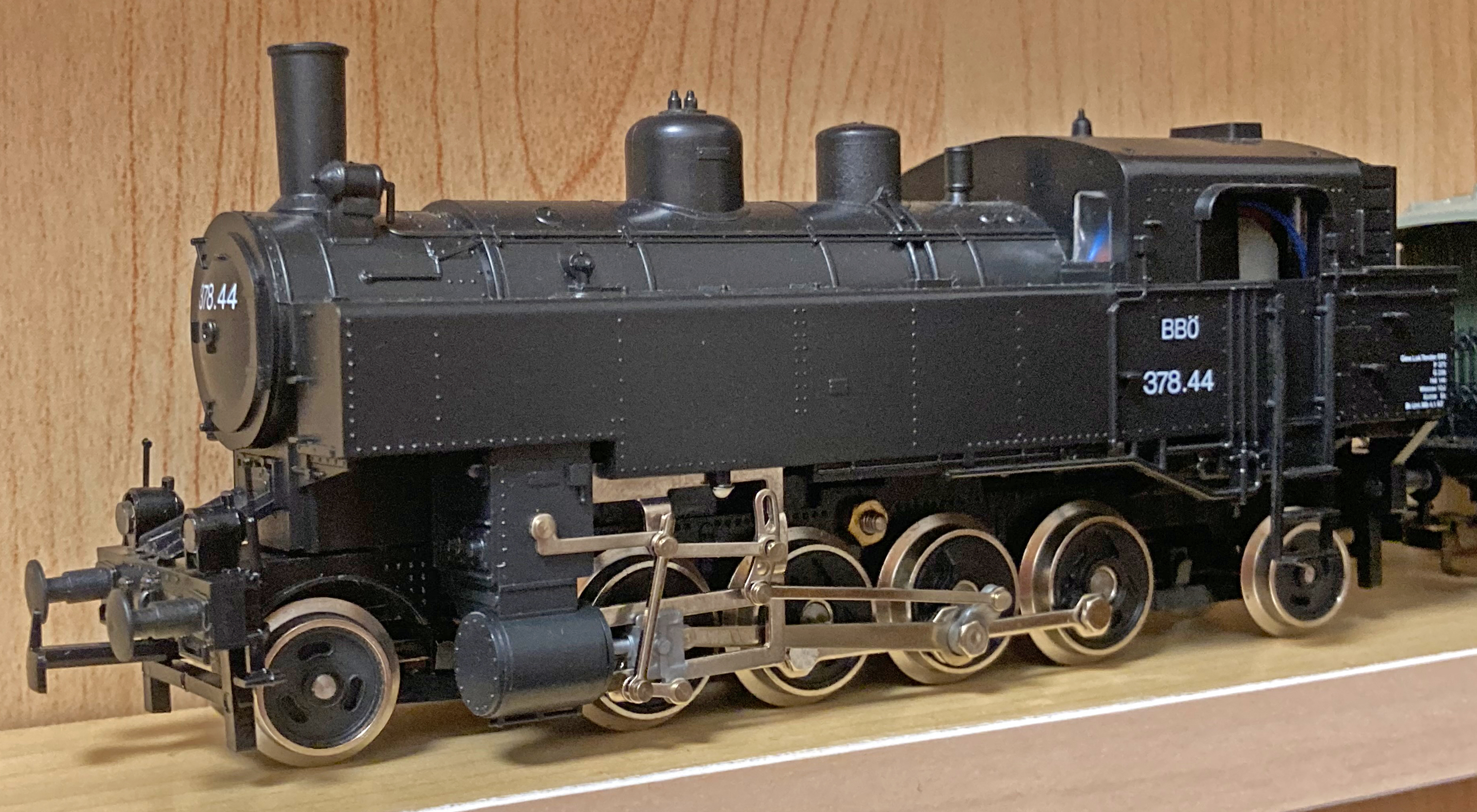
locomotive à vapeur BBÖ 378

La société est créée en mai 1947 à Vienne par Erich Klein (1923-2011) un mécanicien qui travaille dans l'entreprise Schrack AG. Fait prisonnier pendant la Seconde guerre mondiale il s'évade du camp de prisonniers soviétique où il est détenu. Au début les avions et les bateaux sont fabriqués en bois lorsque son frère Oskar Klein ingénieur électricien rejoint l'entreprise. En 1948 sur le conseil de Carl Hippert un marchand de jouets, Erich Klein décide de fabriquer des trains miniatures. Les premières locomotives sont fabriquées en plomb à partir de moules dans un petit atelier au sous-sol, les moteurs électriques provenant de stocks de la Wehrmacht,.
En 1950 les premiers modèles en plastique sortent des ateliers. En 1955 la société emménage à la Gatterestrasse à Vienne. Kleinbahn est le premier fabricant de réseau de train miniature à deux conducteurs courant continu sans rail central. Dans les années 1970 la concurrence avec les marques autrichiennes Liliput et Roco devient plus forte. En 2010 Kleinbahn investit dans le domaine du réseau ferroviaire numérique. Au décès de Erich Klein en 2011 c'est sa fille qui prend la relève de l'entreprise jusqu'à sa fermeture en 2021.